# Gewinn vor Steuern
Der Gewinn vor Steuern (auch Ergebnis vor Steuern, Vorsteuergewinn; englisch earnings before taxes, EBT) ist eine betriebswirtschaftliche Kennzahl und entspricht dem von einem Unternehmen erwirtschafteten Gewinn vor Abzug des Ertragssteueraufwands oder des gesamten Steueraufwands.

## Gründe für die Ermittlung des Gewinns vor Steuern
Die Unterscheidung zwischen Vorsteuer- und Nachsteuergewinn ergibt sich daraus, dass der Unternehmensgewinn in der Regel einer Besteuerung unterliegt. Da die Gewinnbesteuerung regional erhebliche Unterschiede aufweisen kann, ist es sinnvoll, bei Betriebsvergleichen die Vorsteuergewinne einander gegenüberzustellen. Zudem können im Steueraufwand außerordentliche Posten zum Beispiel durch Bildung oder Auflösung latenter Steuern für Verlustvorträge oder durch Steuernachforderungen bzw. -minderungen nach einer Betriebsprüfung enthalten sein, die die Vergleichbarkeit des Gewinns zwischen verschiedenen Rechnungsperioden erschweren.

## Berechnung

### Ermittlung nach deutschem Handelsgesetzbuch
Der Gewinn vor Steuern ist im deutschen Handelsrecht keine eigenständige Position in der Gewinn- und Verlustrechnung, sondern ergibt sich nach § 275 HGB als Zwischensumme vor der Position Steuern vom Einkommen und Ertrag und sonstige Steuern, bevor der Jahresüberschuss ermittelt wird:
Betriebsergebnis
± Finanzergebnis
= Gewinn vor Steuern
− Steuern vom Einkommen und Ertrag
− sonstige Steuern
= Jahresüberschuss/Jahresfehlbetrag
Wenn es keine Hinzurechnungen und Kürzungen nach §§ 8 und § 9 GewStG gibt, entspricht der Gewinn vor Steuern dem steuerrechtlichen Gewerbeertrag. Falls eine Steuerprogression anzuwenden ist, beeinflusst der Gewinn vor Steuern die Steuerquote und damit die Höhe der gewinnabhängigen Steuern.

### Ermittlung nach internationalen Rechnungslegungsvorschriften
Bei Rechnungslegung nach IFRS ergibt sich der Gewinn vor Steuern wie folgt:
Gewinn vor Zinsen und Steuern (EBIT)
± Finanzergebnis
± Beteiligungsergebnis
= Gewinn vor Steuern (EBT)
− Ertragsteuern
= Ergebnis aus fortgeführten Geschäftsbereichen
± Ergebnis aus aufgegebenen Geschäftsbereichen
= Periodenergebnis (EAT)

## Abgeleitete Kennzahlen
Manche Kennzahlen wie zum Beispiel die Gesamtkapitalrentabilität bauen aus den oben genannten Gründen anstatt auf dem Jahresüberschuss auf dem Gewinn vor Steuern auf:
{\displaystyle {\text{Gesamtkapitalrentabilität}}={\frac {{\text{Gewinn vor Steuern}}+{\text{Fremdkapitalzinsen}}}{\text{Gesamtkapital}}}}
Auch der Gewinn vor Steuern im Verhältnis zum Umsatz (Brutto-Umsatzrendite) liefert eine steuerunabhängige Aussage zur die Rentabilität eines Unternehmens.